# 福兴桥 (桐乡)
福兴桥，是中国浙江省嘉兴市桐乡市乌镇镇的一座古桥，位于银杏社区南大街常丰街4号南侧，建于清代。已列为桐乡市文物保护单位。
2010年9月14日，乌镇福兴桥公布为第五批桐乡市文物保护单位。